# Pokr Vedi
Pokr Vedi (in armeno Փոքր Վեդի?) è un comune dell'Armenia di 3 160 abitanti (2008) della provincia di Ararat.